# Escut i bandera de Navaixes
L'escut i la bandera de Navaixes són els símbols representatius oficials de Navaixes, municipi del País Valencià, a la comarca de l'Alt Palància.

## Escut heràldic
L'escut de Navaixes, segons la representació que utilitza l'Ajuntament, pot tindre el següent blasonament:
| « | Escut quadrilong acabat en punta. Truncat. En el primer quarter, en camper d'argent, un om de sinople fustat de sable. En el segon quarter, en camper d'atzur, una torre d'argent maçonada i aclarida de sable. Per timbre, corona reial oberta. | » |

## Bandera
La bandera de Navaixes té la següent descripció:
| « | Bandera de proporcions 2:3. Partida por meitat horitzontal. Al centre de la meitat superior, en blanc, un om verd. Al centre de la meitat inferior, de blau, una torre blanca, maçonada i aclarida de negre. | » |

## Història
L'escut fou rehabilitat per Decret 562/1961 de 6 d'abril de 1961, publicat en el BOE núm. 86 d'11 d'abril del mateix any.
La bandera fou aprovada per Resolució de 17 de juny de 1998, del conseller de Presidència, publicada en el DOGV núm. 3.304, de 8 d'agost de 1998.
A l'Arxiu Històric Nacional es conserven les empremtes de dos segells en tinta de Navaixes de 1876, un de l'Alcaldia i l'altre de l'Ajuntament, on ja hi apareix l'arbre de l'escut, però on s'indica que és en realitat un àlber.

Segell de l'Alcaldia (AHN, 1877).
Segell de l'Ajuntament (AHN, 1877).

L'empremta de l'alcaldia va acompanyada de la següent nota, signada per l'alcalde Juan Ortiz:
| « | (castellà) Según los antecedentes que obran archivados en esta secretaría de Ayuntamiento, el sello fijado en este documento, fue construido a consecuencia del álamo que existe en el centro de la plaza de este pueblo, plantado en el año 1636 por Roque Pastor, Notario y Escribano que fue del mismo, contando en la actualidad dicho álamo 240 años, no habiéndose utilizado ni conocido otro sello de Alcaldía mas que el presente. | (català) Segons els antecedents que obren arxivats en aquesta secretaria d'Ajuntament, el segell fixat en aquest document, va ser construït a conseqüència de l'àlber que existeix al centre de la plaça d'aquest poble, plantat l'any 1636 per Roque Pastor, notari i escrivà que va ser del mateix, i que té en l'actualitat, l'àlber, 240 anys, sense que s'hagen utilitzat ni conegut cap altre segell d'Alcaldia mes que el present. | » |